# Amrullah Saleh
Amrullah Saleh (dari امرالله صالح, ur. 15 października 1972 w prowincji Pandższir) – afgański polityk. Wiceprezydent Afganistanu w latach 2020–2021, od 17 sierpnia 2021 pełni obowiązki tymczasowego prezydenta kraju. Amrullah Saleh objął ten urząd wskutek ofensywy talibów w Afganistanie i zajęcia Kabulu przez bojowników i ucieczki dotychczasowej głowy państwa, Aszrafa Ghaniego.